# Dennis Fentie
Dennis Fentie (Edmonton, Alberta, 8 de noviembre de 1950-30 de agosto de 2019) fue un político canadiense. 

## Carrera política
Sirvió como primer ministro del Yukón de 2002 a 2011 y jefe del Partido del Yukón. Era también miembro de la Asamblea Legislativa del Yukón representando al distrito electoral de Watson Lake.
- Datos: Q345859
- Multimedia: Dennis Fentie / Q345859